# Estádio de Juba
O Estádio de Juba é um estádio multi-esportivo em Juba, no Sudão do Sul. É a sede da seleção nacional de futebol do Sudão do Sul e, como o único estádio em Juba por muitos anos, até recentemente, também de vários clubes locais, incluindo Atlabara FC, Al-Malakia FC e Al-Salam FC .
O Estádio de Juba foi inaugurado com capacidade para 7.000 pessoas, em 1962.
Sediou jogos do Campeonato Sub-17 CECAFA de 2009 .
Em maio de 2013, o governo da Equatória Central anunciou planos para construir um segundo estádio em Juba, com capacidade para 35.000 pessoas. Em 2021, o governo do Sudão do Sul aprovou 25 milhões de dólares para a sua construção, sendo que o governo chinês deve contribuir com 85% do custo.